# 1972 na política

## Eventos
- 14 de Fevereiro - EUA abrandam as restrições comerciais impostas à China.
- 24 de Março - o governo britânico começa a governar diretamente a Irlanda do Norte.
- 15 de Maio - Após 27 anos sob administração dos Estados Unidos, Okinawa é devolvido ao Japão.
- 5 de Setembro - a delegação israelita aos Jogos Olímpicos na Alemanha sofre um atentado da autoria do grupo terrorista Setembro Negro. Onze atletas são mortos. O episódio ficou conhecido como Massacre de Munique.
- 12 de Outubro - Agentes da PIDE/DGS matam a tiro o estudante do Instituto Superior Técnico, José Ribeiro dos Santos, militante do MRPP, na sequência de uma reunião de protesto contra a repressão policial.
- 17 de Novembro - Após 17 anos de exílio, volta à Argentina o ex-presidente Juan Domingo Perón.[1]

- Começa na Finlândia a primeira Conferência para a Segurança e Cooperação Europeia
- Ferit Melen substitui Nihat Erim no cargo de primeiro-ministro da Turquia
- A Noruega decide não aderir à União Europeia

## Nascimentos
| Data           | Nome                | Profissão                      | Nacionalidade | Observações | Ref |
| -------------- | ------------------- | ------------------------------ | ------------- | ----------- | --- |
| 5 de fevereiro | Mary Elizabeth      | Princesa Herdeira da Dinamarca | Austrália     |             |     |
| 20 de Outubro  | Dmitri Alenichev    | futebolista e político         | Rússia        |             |     |
| 4 de dezembro  | Sebastian Karpiniuk | político                       | Polónia       |             |     |

## Mortes
| Data           | Nome                                                                              | Profissão                                                                                        | Nacionalidade              | Observações | Ref   |
| -------------- | --------------------------------------------------------------------------------- | ------------------------------------------------------------------------------------------------ | -------------------------- | ----------- | ----- |
| 6 de abril     | Heinrich Lübke                                                                    | político alemão e presidente da Alemanha de 1959 a 1969                                          | Alemanha                   | n. 1894     | [ 2 ] |
| 27 de abril    | Kwame Nkrumah                                                                     | primeiro líder da Gana independente e Presidente do Gana de 1960 a 1966                          | Reino Unido (Gana)         | n. 1909     |       |
| 2 de maio      | John Edgar Hoover                                                                 | chefe do FBI durante 48 anos, desde 1924                                                         | Estados Unidos             | n. 1895     |       |
| 6 de maio      | Fulbert Youlou                                                                    | presidente do Congo de 1960 a 1963                                                               | África Equatorial Francesa | n. 1917     |       |
| 28 de maio     | Eduardo VIII do Reino Unido (Edward Albert Christian George Andrew Patrick David) | Monarca britânico em 1936                                                                        | Reino Unido                | n. 1894     |       |
| Julho          | Jigme Dorji Wangchuck                                                             | Marajá do Reino do Butão de 1952 a 1972                                                          |                            | n. 1929     |       |
| 20 de agosto   | Roberto Urdaneta Arbeláez                                                         | Presidente da República da Colômbia de 1951 a 1953                                               | Colômbia                   | n. 1890     |       |
| 15 de setembro | Ásgeir Ásgeirsson                                                                 | presidente da Islândia de 1952 a 1968                                                            | Dinamarca (Islândia)       | n. 1894     |       |
| 1 de dezembro  | Antonio Segni                                                                     | primeiro-ministro da Itália de 1955 a 1957, de 1959 a 1960 e presidente de Itália de 1962 a 1964 | Itália                     | n. 1891     |       |
| 26 de dezembro | Harry Truman                                                                      | Presidente dos Estados Unidos da América                                                         | Estados Unidos             | n. 1884     |       |

## Eventos vexilológicos
- 17 de Janeiro - adotada a bandeira do Bangladesh
- 27 de Setembro - adotada a bandeira de El Salvador